# Geodorum densiflorum
Geodorum densiflorum là một loài thực vật có hoa trong họ Lan. Loài này được (Lam.) Schltr. mô tả khoa học đầu tiên năm 1919.

## Hình ảnh

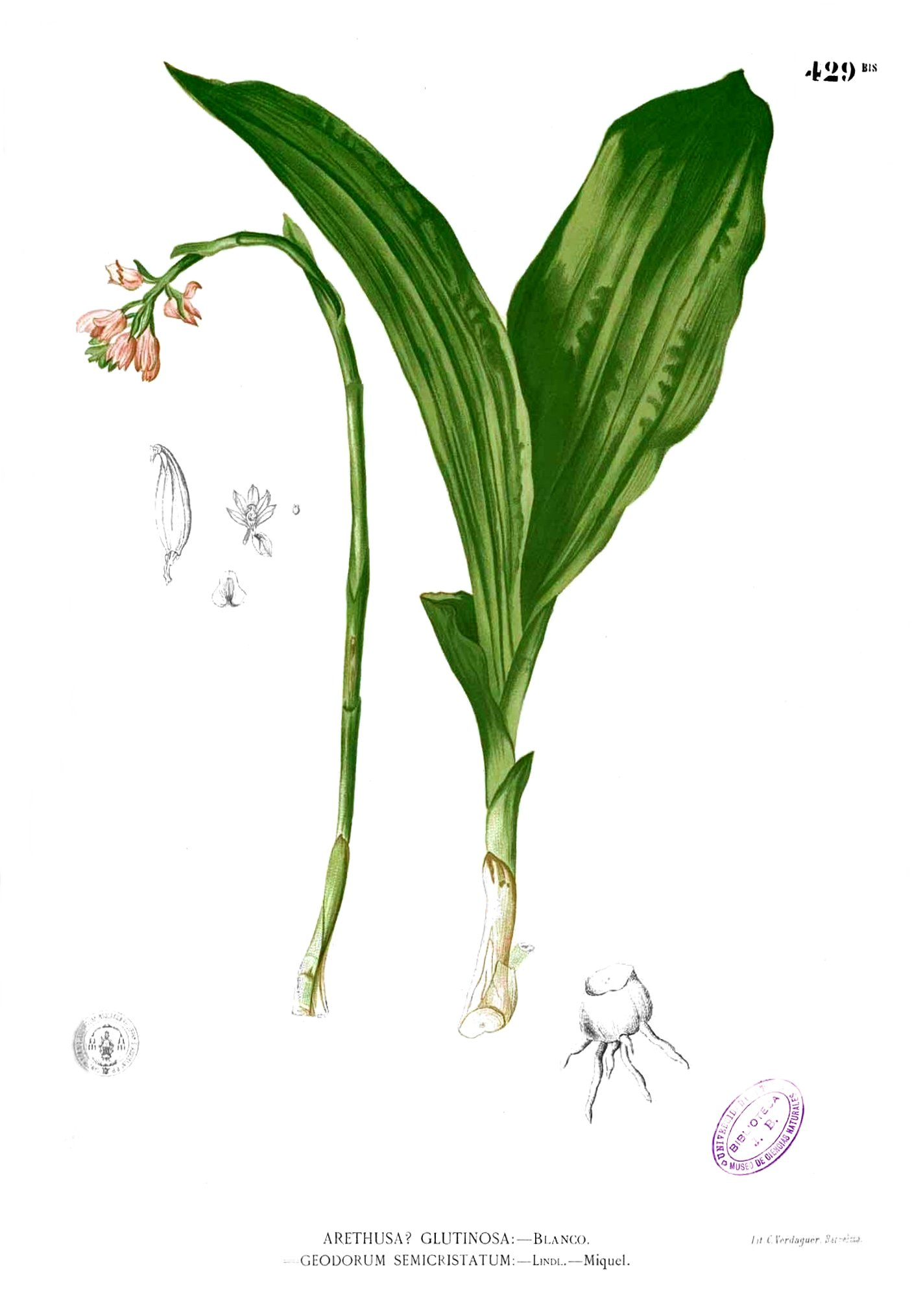